# Diocesi di Miao
La diocesi di Miao (in latino Dioecesis Miaoensis) è una sede della Chiesa cattolica in India suffraganea dell'arcidiocesi di Guwahati. Nel 2021 contava 98.600 battezzati su 497.830 abitanti. È retta dal vescovo George Palliparampil (Palliparambil), S.D.B.

## Territorio
La diocesi comprende i seguenti distretti dello stato di Arunachal Pradesh in India: Anjaw, Changlang, Valle del Dibang, Longding, Bassa Valle del Dibang, Lohit, Namsai e Tirap.
Sede vescovile è la città di Miao, dove si trova la cattedrale di Cristo Luce delle Genti.
Il territorio si estende su 43.955 km² ed è suddiviso in 30 parrocchie.

## Storia
La diocesi è stata eretta il 7 dicembre 2005 con la bolla Pastorale munus di papa Benedetto XVI, ricavandone il territorio dalla diocesi di Dibrugarh.

## Cronotassi dei vescovi
Si omettono i periodi di sede vacante non superiori ai 2 anni o non storicamente accertati.
- George Palliparampil (Palliparambil), S.D.B., dal 7 dicembre 2005

## Statistiche
La diocesi nel 2021 su una popolazione di 497.830 persone contava 98.600 battezzati, corrispondenti al 19,8% del totale.
| anno | popolazione | popolazione | popolazione | presbiteri | presbiteri | presbiteri | presbiteri                | diaconi | religiosi | religiosi | parrocchie |
| anno | battezzati  | totale      | %           | numero     | secolari   | regolari   | battezzati per presbitero | diaconi | uomini    | donne     | parrocchie |
| ---- | ----------- | ----------- | ----------- | ---------- | ---------- | ---------- | ------------------------- | ------- | --------- | --------- | ---------- |
| 2005 | 59.030      | 426.239     | 13,8        | 60         | 6          | 54         | 983                       |         | 55        | 21        | 1          |
| 2012 | 80.500      | 508.000     | 15,8        | 72         | 16         | 56         | 1.118                     |         | 71        | 89        | 24         |
| 2013 | 83.130      | 483.500     | 17,2        | 86         | 24         | 62         | 966                       |         | 77        | 120       | 33         |
| 2016 | 90.010      | 502.000     | 17,9        | 87         | 27         | 60         | 1.034                     |         | 62        | 122       | 30         |
| 2019 | 95.610      | 487.600     | 19,6        | 100        | 32         | 68         | 956                       |         | 77        | 177       | 30         |
| 2021 | 98.600      | 497.830     | 19,8        | 106        | 35         | 71         | 930                       |         | 80        | 184       | 30         |